# Landingpage
Eine Landingpage (auch Landeseite; englisch landing page) oder Zielseite, selten auch Marketingpage, ist eine speziell eingerichtete Webseite, die nach einem Mausklick auf ein Werbemittel oder nach einem Klick auf einen Eintrag in einer Suchmaschine erscheint. Diese Landingpage ist auf den Werbeträger und dessen Zielgruppe optimiert. Diese wird überwiegend im Online-Marketing verwendet.
Bei einer Landingpage steht ein bestimmtes Angebot im Mittelpunkt, das ohne Ablenkung vorgestellt wird. Ein wesentliches Element ist die Integration eines Response-Elements (z. B. Anfrageformular, Link zum Webshop oder Call-Back-Button), das die einfache Interaktion mit dem Besucher sicherstellt.
Landingpages sind nicht zu verwechseln mit Brückenseiten (englisch doorway page), deren Intention nicht direkte Werbung ist, sondern die hauptsächlich Zwecken der Suchmaschinenoptimierung und dem „Empfang“ der Benutzer dienen.

## Charakteristik
- Jede Landingpage sollte den Erwartungen des Nutzers aus den Suchbegriffen bzw. dem Werbekontext entsprechen (Erwartungskonformität). Auf Landingpages haben (fast) nur die Informationen vorhanden zu sein, die notwendig sind, um Informationen gemäß der Suchanfrage wiederzugeben bzw. den Inhalt des Werbemittels widerzuspiegeln.
- Die Landingpage hat das Vertrauen des Benutzers über den dargebotenen Inhalt bzw. die dargebotene Marke zu schaffen und zu halten.
- Landingpages werden vom Benutzer nur kurze Zeit zur Entscheidungsfindung  betrachtet. Hat die Landingpage nicht binnen dieser fünf bis zehn Sekunden die Herausstellungsmerkmale der dargestellten Information oder Ware kommuniziert, wird die Seite erfahrungsgemäß wieder verlassen.
- Landingpages sollen den Nutzer zum Handeln verführen. Ein prominenter Hinweis auf den Zweck der Seite (Kaufen, Mitarbeiten) darf nicht fehlen. Dies kann die Generierung von sogenannten qualified leads sein: Dazu müssen die Besucher der Landingpage ihr (unverbindliches) Interesse (an einer Dienstleistung und/oder an einem Produkt) durch Eingabe von Namen und E-Mail-Adresse, in ein dafür vorgesehenes Formular bekunden. Eine solche Aufforderungen, auf einer Website zu interagieren, heißt „Call-to-Action“.

## Tiefeninformationen
Potenziell ist jede von einer Suchmaschine erfasste Seite einer Webpräsenz eine Landingpage. Aus diesem Grund sollte jede Seite einer Präsenz so strukturiert sein, dass immer klar strukturierte, thematisch abgegrenzte, mit den Suchworten der Seite übereinstimmende Informationen dargeboten werden, die durch Verbindungen zu anderen Unterseiten ergänzt werden. Im Online-Marketing werden Landingpages daher als Mittel zur Suchmaschinenoptimierung (SEO) eingesetzt.